# 제28회 영국 아카데미 영화상
제28회 영국 아카데미 영화상은 1974년의 최고의 영화를 기리기 위해 1975년에 열린 시상식이다.

## 수상

### 작품상
- LACOMBE LUCIEN 수상

### 데이빗 린 상
- 차이나타운 - 로만 폴란스키 수상

### 칼 포먼 상
- 말러 - 조지나 헤일 수상

### 남우주연상
- 마지막 지령 - 잭 니콜슨 수상
- 차이나타운 - 잭 니콜슨 수상

### 여우주연상
- 여름날의 소망 - 조앤 우드워드 수상

### 남우조연상
- 오리엔트 특급 살인 사건 - 존 길구드 수상

### 여우조연상
- 오리엔트 특급 살인 사건 - 잉그리드 버그만 수상

### 각본상
- 차이나타운 - 로버트 타운 수상
- 마지막 지령 - 로버트 타운 수상

### 편집상
- 컨버세이션 - 월터 머치 수상

### 촬영상
- 위대한 게츠비 - 더글라스 슬로콤브 수상

### 음향상
- 컨버세이션 - Art Rochester 수상

### 의상상
- 위대한 게츠비 - 데오니 V. 알드리지 수상

### 미술상
- 위대한 게츠비 - 존 복스 수상

### 단편애니메이션작품상
- LA FAIM (Hunger) 수상

### 단편영화작품상
- LOCATION NORTH SEA 수상

### 안소니 아스퀴스상
- 오리엔트 특급 살인 사건 - 리처드 로드니 베넷 수상

### UN상
- LACOMBE LUCIEN 수상

### 특별상
- MONET IN LONDON 수상

## 같이 보기
- 제47회 아카데미상
- 제27회 미국 감독 조합상
- 제32회 골든 글로브상
- 제27회 미국 작가 조합상